# 斉次座標環
代数幾何学において、与えられた次元 N の射影空間の部分多様体として与えられる代数多様体 V の斉次座標環（せいじざひょうかん、homogeneous coordinate ring）R は定義によって商環
R = K[X0, X1, X2, ..., XN]/I
ただし I は V を定義する斉次イデアル、K は V がそれ上定義されているような代数的閉体、そして
K[X0, X1, X2, ..., XN]
は N + 1 変数 Xi の多項式環である。したがって多項式環は射影空間自身の斉次座標環であり、変数は（射影空間の下にあるベクトル空間の）与えられた基底の選択の斉次座標である。基底の選択はこの定義が intrinsic でないことを意味するが、対称代数を使ってそのようにすることができる。

## 定式化
V は多様体 (variety) と仮定されているから既約代数的集合であるから、イデアル I は素イデアルであるように選べて、R は整域である。同じ定義は一般の斉次イデアルに対して使えるが、このとき得られる座標環は 0 でない冪零元や他の零因子を含むかもしれない。スキーム論の観点から、これらのケースを Proj construction の手段によって同じ足場の上で扱うことができる。
斉次イデアル I と多様体の間の対応はすべての Xi で生成されたイデアル J を含まないイデアルに対して全単射である。すべての斉次座標が射影空間のある点で消えることができるわけではないから J は空集合に対応する。この対応はヒルベルトの零点定理として知られている。

## 分解と syzygy
ホモロジー代数の手法の代数幾何学への応用において、多項式環上の次数加群と考えて R の自由分解を適用することは（現代の用語は異なるが）ヒルベルト以来の伝統である。これはsyzygy、すなわちイデアル I の生成元の間の関係についての情報をもたらす。古典的な観点では、そのような生成元は単に V を定義するために書き下す方程式である。V が超曲面であれば 1 つの方程式だけが必要で、完全交叉 (complete intersection) に対しては方程式の数を余次元にとれる。しかし一般の射影多様体はそんなに透明な定義方程式集合をもたない。例えば標準曲線やアーベル多様体を定義する方程式の、詳細な研究はこれらのケースを扱う系統的な技術の幾何学的な興味を示す。主題はまた古典的な形式での除去理論からも出る。そこでは I を法とした還元がアルゴリズム的過程になることになっている（今では実際的応用でグレブナー基底によって扱われる）。
一般的な理由のために K[X0, X1, X2, ..., XN] 上の次数加群としての R の自由分解が存在する。分解が極小 (minimal) であるとは、分解における自由加群の各加群の射
φ:Fi → Fi − 1
における像が JFi − 1 にあるということである。中山の補題の結果によってこのとき φ は Fi − 1 において生成系の極小集合の Fi の与えられた基底をとる。極小自由分解 (minimal free resolution) の概念は次のような強い意味で well-defined である。そのような分解は（チェイン複体の同型を除いて）一意であり任意の自由分解において直和として現れる。R に内在的なこの性質によって次数ベッチ数 (graded Betti numbers) の定義ができる。すなわち Fi から来る次数 j の像の数である βi, j（より正確には、斉次多項式の行列として φ を考えることによって、右から帰納的に得られる次数によって増加するその斉次次数の成分の数）。換言すればすべての自由加群における重さは分解から推論することができ、次数ベッチ数は分解の与えられた加群の与えられた重さの生成元の数を数える。与えられた射影埋め込みにおける V のこれらの不変量の議論は、曲線の場合にさえ、研究領域である。
これらは極小自由分解が明示的に知られている例である。有理正規曲線に対してそれは Eagon–Northcott complex である。射影空間における楕円曲線に対して分解は Eagon–Northcott complex の写像錐として構成できる。

## 正則性
Castelnuovo–Mumford regularity は射影多様体を定義するイデアル I の極小分解を読み取ることができる。i 番目の加群 Fi の帰属した「シフト」 ai, j の言葉でいえば、それは ai, j − i の i 上の最大値である。それゆえそれは分解で左に動く（線型 Syzygy のみ）のでシフトが 1 だけ増大するとき小さい。

## 射影正規性
その射影埋め込みにおける多様体 V は R が整閉であるときに射影的に正規 (projectively normal) である。この条件は V が正規多様体 (normal variety) であることを意味するが、逆は正しくない。射影正規性の性質は、3次元における有理四次曲線の例によって示されるように、射影埋め込みに依存する。別の同値な条件は自明直線束 (tautological line bundle) L によって射影空間上切りだされる V の因子の線型系と d = 1, 2, 3, ... に対してその d 乗の言葉による。V が非特異なとき、それが射影的に正規であることと各そのような線型系が完備線型系 (complete linear system) であることは同値である。より幾何学的な方法で射影空間上セールの捩り層 (Serre twist sheaf)  O(1) として L を考え、任意の k に対して構造層 OV を k 回捩るのに使うことができる。すると V は与えられた k に対して O(k) の大域断面が OV(k) の大域断面に全射で写すときに k-正規 (k-normal) と呼ばれる。V が 1-正規なら線型正規 (linearly normal) と呼ばれ、射影正規性は V がすべての k ≥ 1 に対して k-正規であるという条件である。線型正規性を幾何学的に言うことができる。射影多様体としての V は真の線型部分空間に自明な方法である場合を除いてより高次元の射影空間から同型線型射影によって得ることができない。射影正規性はそれを線型正規性の条件に帰着するために十分な Veronese 写像 を使うことによって同様に翻訳することができる。
V の射影埋め込みを生じる与えられた非常に豊富な直線束の視点から問題を見ると、そのような直線束（可逆層）は埋め込まれた V が射影正規ならば正規的に生成される (normally generated) と言う。射影正規性は Green と Lazarsfeld によって定義された条件の列の最初の条件 N0 である。これのためには
{\displaystyle \bigoplus _{d=0}^{\infty }H^{0}(V,L^{d})}
は射影空間の斉次座標環上の次数加群と考えられ、極小自由分解が取られる。最初の p 次数ベッチ数に適用された条件 Np はそれらが j > i + 1 のときに消えることを要求する。曲線に対して Green は deg(L) ≥ 2g + 1 + p のとき条件 Np が満たされることを示した。p = 0 に対してこれは Guido Castelnuovo の古典的結果である。